# Haplogrupo R1a del cromosoma Y

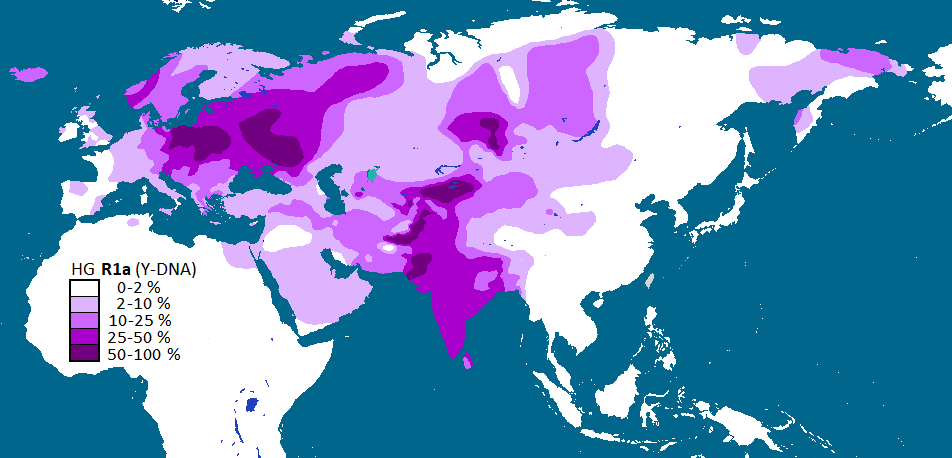
Distribución y frecuencia global del haplogrupo R1a (M420) en poblaciones nativas.

R1a es un haplogrupo del cromosoma Y definido por los marcadores M420, M449, M511 y M513; desciende del haplogrupo R y su subclado principal y predominante es M17. R1a1a (M17) tiene gran difusión, encontrándose en una región que va de Escandinavia hasta la India; presentando dos máximos en cada uno de los extremos de esta área: uno en Europa Oriental, donde se encuentran densidades de más del 50 % entre los sorbios, polacos, bielorrusos, rusos, y ucranianos, y otro máximo en la región del Pamir, la cual se encuentra entre los límites de Asia Central con Asia Meridional en poblaciones como las castas hindúes brahmánica y ksatriya o los tayikos. También se encuentran frecuencias significativas en otras zonas de Asia Central, llegando hasta Siberia y, en Escandinavia, desde donde algunos portadores, posiblemente vikingos, se extendieron a Gran Bretaña. Se cree que la dispersión de este haplogrupo está relacionado con la expansión de las lenguas indoeuropeas (las cuales son habladas por casi la mitad de la población mundial), pero en especial por la expansión de las lenguas eslavas e indoiranias.

## Origen
Hay varias teorías sobre el origen del haplogrupo R1a y están generalmente relacionadas con las migraciones indoeuropeas. Sin embargo estas teorías parecen referirse en realidad a R1a1a, ya que la presencia de la mutación M17 es la más común en la población y está ampliamente documentada. Según diversas teorías, R1a (M420 o M17) tiene un origen en el Asia Occidental, Europa oriental o Sur de Asia. Debido a la presencia de raros subclados basales en Irán y este de Turquía, se ha sugerido que R1a (M420) se habría originado en las cercanías de Irán hace unos 25 mil años; mientras que su subclado más frecuente, R1a1a1 (M417), tendría un origen europeo hace unos 5800 años, por lo que podría estar relacionado con el pueblo protoindoeuropeo. 
Kivisild et al. (2003), sostiene la teoría del origen en Asia occidental debido a la creencia en que allí se originaron las invasiones indoarias a la India. Por otro lado Semino et al. (2000) propone el origen en Oriente Próximo si tomamos en cuenta la idea de que aquí se habrían originado las lenguas indoeuropeas. Evidencia a favor del origen de R1a (M420) en el Próximo Oriente está en que en esta región encontramos la mayor diversidad, ya que se puede observar aquí presencia de los clados más antiguos como R1a* y R1a1*; en cambio R1a1a (M17) tiene su mayor diversidad está en Europa Oriental.

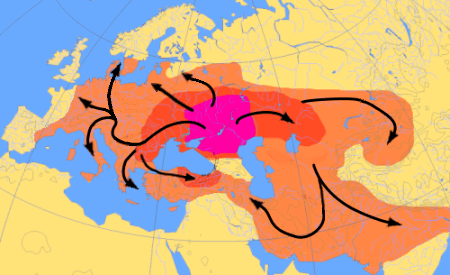
Mapa de las expansiones indoeuropeas de acuerdo con la hipótesis de los kurganes. (desde el 4000 a. C en violeta, 2500 a. C. en rojo y 1000 a. C. en naranja), lo que estaría relacionado con la dispersión de R1a1a1 (M417).

Según la teoría del origen en Europa oriental, S. Wells, director del Proyecto Genográfico de la National Geographic, sostiene que R1a surgió hace 10 000 a 15 000 años en Ucrania o sur de la Rusia europea; esta región llamada "refugio de Ucrania", sirvió de protección durante el último máximo glaciar. O bien surgió un poco más al este en la estepa póntico-caspiana. En todo caso sería como resultado de las migraciones planteadas por la hipótesis de los kurganes, que sostiene que hay una relación entre la expansión de las lenguas indoeuropeas y el desarrollo de la cultura de los kurganes. Esta teoría se ve reforzada por la frecuencia mayor del 50 % en Ucrania y sur de Rusia (Wells 2001) y por la alta diversidad en la zona, además del inicio de la domesticación del caballo, importante vehículo de expansión cultural llevado a cabo hace más de 5000 años por los kurganes de Ucrania.
La teoría del origen de R1a en el Sur de Asia del genetista Stephen Oppenheimer de la Universidad de Oxford, fija el origen de este haplogrupo en el sur de Asia hace unos 36 000 años, desde donde posteriormente se habría extendido. Se basa en la diversidad de R1a en Pakistán, norte de la India y este de Irán.

## Distribución
La siguiente distribución corresponde mayormente al subclado R1a1a (M17), dada su preponderancia.

### Europa
- Europa Oriental: Es mayoritario en Europa del Este, especialmente entre los eslavos del norte, pues la frecuencia más alta está entre los sorbios (extremo este de Alemania) con un 63.4 % (Behar et al.2003), siendo también predominante en polacos con 56 % (Semino et al.2000), ucranianos 54 % (Semino et al.2000), rusos étnicos 50 %, (Pericic et al.2005, Balanovsky et al.2008) particularmente en Bélgorod 59 %, Tver 58 % y Kursk 52 %.[10] También es frecuente en bielorrusos en un 51 %, (Pericic et al.2005, Behar et al.2003) en Hungría con 20 al 60 %, Letonia 41 %, Udmurtia 37 %, Pomor 36 %, Macedonia del Norte 35 %, Lituania 34 %, Croacia 29 %, checo/eslovacos 27 % y menores frecuencias en los Balcanes. En el Cáucaso la mayor frecuencia está en Abjasia con 33 %.

- Europa Occidental: Se encuentra en Noruega con 25 %, Islandia 24 %, Suecia 18 %, Dinamarca 17 % y menores frecuencias en Gran Bretaña, Alemania y resto de Europa. La presencia más alta en la península ibérica se encuentra entre los pasiegos, comunidad étnica bastante aislada donde R-YP4141 alcanza un 18 %, esto podría ser explicado como resultado de las oleadas de tribus del norte que invadieron desde tiempos prehistóricos la península ibérica a través de los Pirineos.[11]

### Asia
- Región del Pamir: Las mayores frecuencias están en una región en el límite entre Asia Central y Meridional. Lo encontramos en altas frecuencias en los tayikos (64 %), alcanzando el 68 % en la región de Ishkashim (Wells et al.2001), en kirguises 63 % (Wells et al.2001), en los chamar (dalits del norte de la India) 60 % y en Uzbekistán 47 % en Taskent y 25 % en Samarcanda.

- Asia del Sur: En otras zonas de Asia Meridional encontramos frecuencias importantes en la India con 35 %, en especial lo encontramos entre las castas altas hindúes, especialmente entre pandits de Cachemira (72 %) (Sharma et al.2007); los brahmanes de Bengala occidental (72 %) o los khatri del Punjab (67 %);[12] En los pastunes de Afganistán 70 %, hablantes de Saurashtra (en Madurai-India) 39 %, baluchis 70 %, burushos 28 % y chenchus 26 %. En general en la India hay frecuencias del 3-27 %, en Pakistán 16-37 % y en Irán 4-20 %.

- Siberia: Presencia en diversas etnias, con la frecuencia más alta en el Óblast de Kémerovo en etnias como los shors con 59% y teleutas con 55%.[13] En los altaicos del sur se encontró 53 % (Kharkov et al.2007).

- Asia Oriental: En China se encuentra más en la zona occidental, en especial en los uigures con 29 %, dongxiang 28 % y bonan 26 %.

- Medio Oriente: Presente en todo el Asia Occidental en bajas frecuencias pero con gran diversidad.[5] De allí se habría expandido al Norte de África.

## Filogenia y distribución
Los principales subclados se relacionan del siguiente modo:

|      | L664: en Europa noroccidental |
|      | |
| S224 | \| \| Z283: Europa Oriental (baltoeslavos) y Escandinavia \| \| \| \| \| \| Z93: En Asia del Sur y Asia Central, menos en Cercano Oriente y Europa \| \| \| \| |
|      | \| \| Z283: Europa Oriental (baltoeslavos) y Escandinavia \| \| \| \| \| \| Z93: En Asia del Sur y Asia Central, menos en Cercano Oriente y Europa \| \| \| \| |
|      | Z283: Europa Oriental (baltoeslavos) y Escandinavia |
|      | |
|      | Z93: En Asia del Sur y Asia Central, menos en Cercano Oriente y Europa                                                                                         |
|      | |

|  | Z283: Europa Oriental (baltoeslavos) y Escandinavia                    |
|  |                                                                        |
|  | Z93: En Asia del Sur y Asia Central, menos en Cercano Oriente y Europa |
|  |                                                                        |

|      | L664: en Europa noroccidental |
|      | |
| S224 | \| \| Z283: Europa Oriental (baltoeslavos) y Escandinavia \| \| \| \| \| \| Z93: En Asia del Sur y Asia Central, menos en Cercano Oriente y Europa \| \| \| \| |
|      | \| \| Z283: Europa Oriental (baltoeslavos) y Escandinavia \| \| \| \| \| \| Z93: En Asia del Sur y Asia Central, menos en Cercano Oriente y Europa \| \| \| \| |
|      | Z283: Europa Oriental (baltoeslavos) y Escandinavia |
|      | |
|      | Z93: En Asia del Sur y Asia Central, menos en Cercano Oriente y Europa                                                                                         |
|      | |

|  | Z283: Europa Oriental (baltoeslavos) y Escandinavia                    |
|  |                                                                        |
|  | Z93: En Asia del Sur y Asia Central, menos en Cercano Oriente y Europa |
|  |                                                                        |

|      | L664: en Europa noroccidental |
|      | |
| S224 | \| \| Z283: Europa Oriental (baltoeslavos) y Escandinavia \| \| \| \| \| \| Z93: En Asia del Sur y Asia Central, menos en Cercano Oriente y Europa \| \| \| \| |
|      | \| \| Z283: Europa Oriental (baltoeslavos) y Escandinavia \| \| \| \| \| \| Z93: En Asia del Sur y Asia Central, menos en Cercano Oriente y Europa \| \| \| \| |
|      | Z283: Europa Oriental (baltoeslavos) y Escandinavia |
|      | |
|      | Z93: En Asia del Sur y Asia Central, menos en Cercano Oriente y Europa                                                                                         |
|      | |

|  | Z283: Europa Oriental (baltoeslavos) y Escandinavia                    |
|  |                                                                        |
|  | Z93: En Asia del Sur y Asia Central, menos en Cercano Oriente y Europa |
|  |                                                                        |

|      | L664: en Europa noroccidental |
|      | |
| S224 | \| \| Z283: Europa Oriental (baltoeslavos) y Escandinavia \| \| \| \| \| \| Z93: En Asia del Sur y Asia Central, menos en Cercano Oriente y Europa \| \| \| \| |
|      | \| \| Z283: Europa Oriental (baltoeslavos) y Escandinavia \| \| \| \| \| \| Z93: En Asia del Sur y Asia Central, menos en Cercano Oriente y Europa \| \| \| \| |
|      | Z283: Europa Oriental (baltoeslavos) y Escandinavia |
|      | |
|      | Z93: En Asia del Sur y Asia Central, menos en Cercano Oriente y Europa                                                                                         |
|      | |

|  | Z283: Europa Oriental (baltoeslavos) y Escandinavia                    |
|  |                                                                        |
|  | Z93: En Asia del Sur y Asia Central, menos en Cercano Oriente y Europa |
|  |                                                                        |

R1a presenta las mutaciones M420/L146/PF6229, Y194, M449, etc. (sinónimos al 2013:  L62/M513/PF6200, L63/M511/PF6203, L145/M449/PF6175). Los subgrupos R1a presentan la siguiente distribución:

### R1a*
Se encuentra poco en el Cercano Oriente: pequeñas frecuencias en Irán, Turquía, Emiratos Árabes Unidos, Omán y en el Cáucaso.

### R1a1

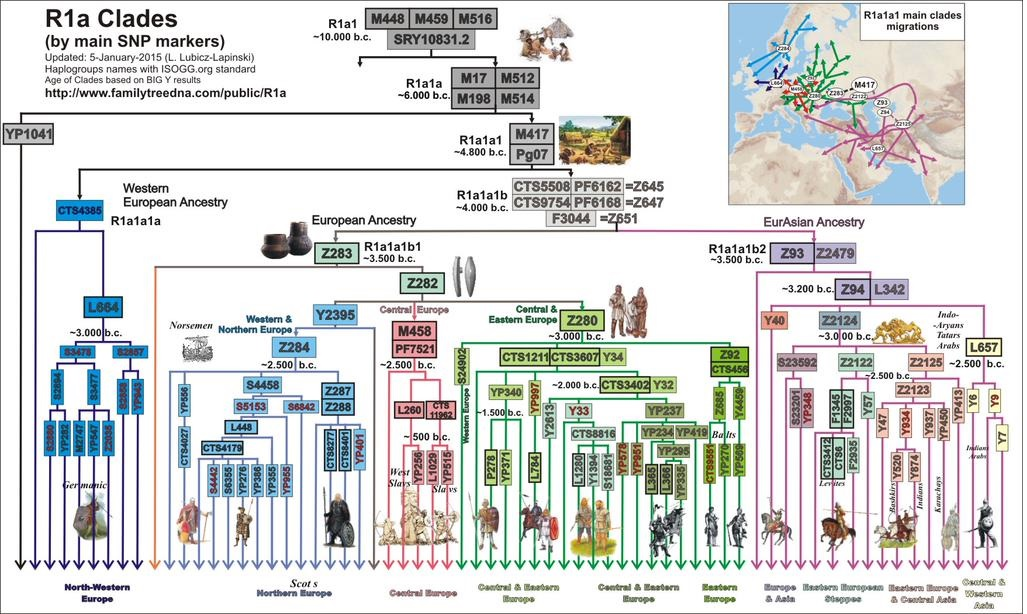
Filogenia de R1a y su posible relación con las migraciones indoeuropeas.

El haplogrupo R1a1 (SRY10831.2/SRY1532.2, M459/PF6235, L120/M516, L122/M448) se habría originado hace unod 18 mil años.
- R1a1* Menos raro que R1*. Encontrado en Noruega, Suecia, Macedonia (Grecia), armenios, cabardinos, en Irán.[5] También en rajput de Himachal Pradesh. Se encontró en restos de Carelia de hace 7 mil años.[15]
- R1a1b (F3054, YP1272): Encontrado en Egipto, Cáucaso ruso, Bielorrusia, País Vasco y Túnez.[15]
- R1a1a  (M17, M512/PF6239, M198) (antes R1a1, Eu19) En brahamanes de Bengala Occidental 72 %, en los pashtunes de Afganistán 51 % y en los meitei de India 50 %. En polacos, rusos y ucranianos va de 50 a 65 %.
  - R1a1a2 (BY12921, YP1051): Encontrado en Escocia.[15]
  - R1a1a1 (M417, Page7): Originado hace unos 5800 años.[2]
    - R1a1a1a (CTS4385) En Europa noroccidental. 
      - R1a1a1a1 (L664) Al noroeste de Europa: Alemania, Holanda e islas británicas[16]
        - R-YP5527: En Holanda, Suiza y Alemania.[15]
        - R-S3479: En Gran Bretaña, Chequia y Polonia.[15]
        - R-S2857: En Irlanda, Gran Bretaña, Holanda, Polonia y Suecia.[15]
        - R-S2894: Especialmente en Escandinavia. Hallado en restos de Groenlandia de hace 900 años. Actualmente en Suecia, Noruega, Gran Bretaña, Irlanda y Finlandia.[15]

      - R1a1a1a2 (FGC9988): En Inglaterra.

    - R1a1a1b (S224/Z645) Típico de Eurasia Occidental.
      - R1a1a1b1 (Z283) Mayoritario en Europa oriental constituyendo más del 30 %; encontrado en toda Europa, especialmente en Polonia, pueblos baltoeslavos y escandinavos. Poco en Turquía y partes del Cáucaso.
        - R-YP4758: En Alemania.
        - R1a1a1b1a (Z282): Originado en Europa hace unos 4800 años.[15]
          - R-Y17491: En Suecia y disperso en el Cercano Oriente.[15]
          - R1a1a1b1a1a (PF6155)
            - R-M458 Subclado eslavo, presentándose un 30 % en Europa Oriental.[17] También es escandinavo con su epicentro en Noruega y relacionado con las invasiones vikingas. Comprende hasta el 70 % de la población M17 de Europa del Este y su origen es posglacial, remontándose a inicios del Holoceno.[5]

          - R1a1a1b1a2 (Z280) Subclado baltoeslavo con gran distribución en Europa Oriental.[15]
          - R1a1a1b1a3 (Y2395) Subclado escandinavo.
            - R-Z284 En todos los pueblos nórdicos, con un 20% en Noruega.[2]

      - R1a1a1b2 (Z93): Típico en Asia Central, Sur de Asia, Siberia y común en el Cercano Oriente. Propio de indoarios, tártaros, árabes y judíos.[16] Típico de gitanos de Hungría y Croacia con más del 30%[5] y en indios malasios.[18] Se encontró en restos humanos de la Edad de Bronce de la región Altái de Mongolia.[19] Se considera que su origen podría estar relacionado con la cultura yamna, en las estepas del sur de Rusia europea,[20] hace unos 4900 años, produciéndose en pocos siglos gran expansión euroasiática.[15]
        - R-Z93*: se halló en más del 30% en la región de Altái y menores frecuencias en Kirguistán e Irán.[2]
        - R-YP5585: En Inglaterra. Encontrado en Rusia en restos de hace 3700 años.[15]
        - R-FGC82884: Ampliamente disperso en Cercano Oriente y Europa, encontrado en India y China, y hallado en Kazajistán en restos de hace 2300 años.[15]
        - R1a1a1b2a (Z94) R1a (Z93) en Asia

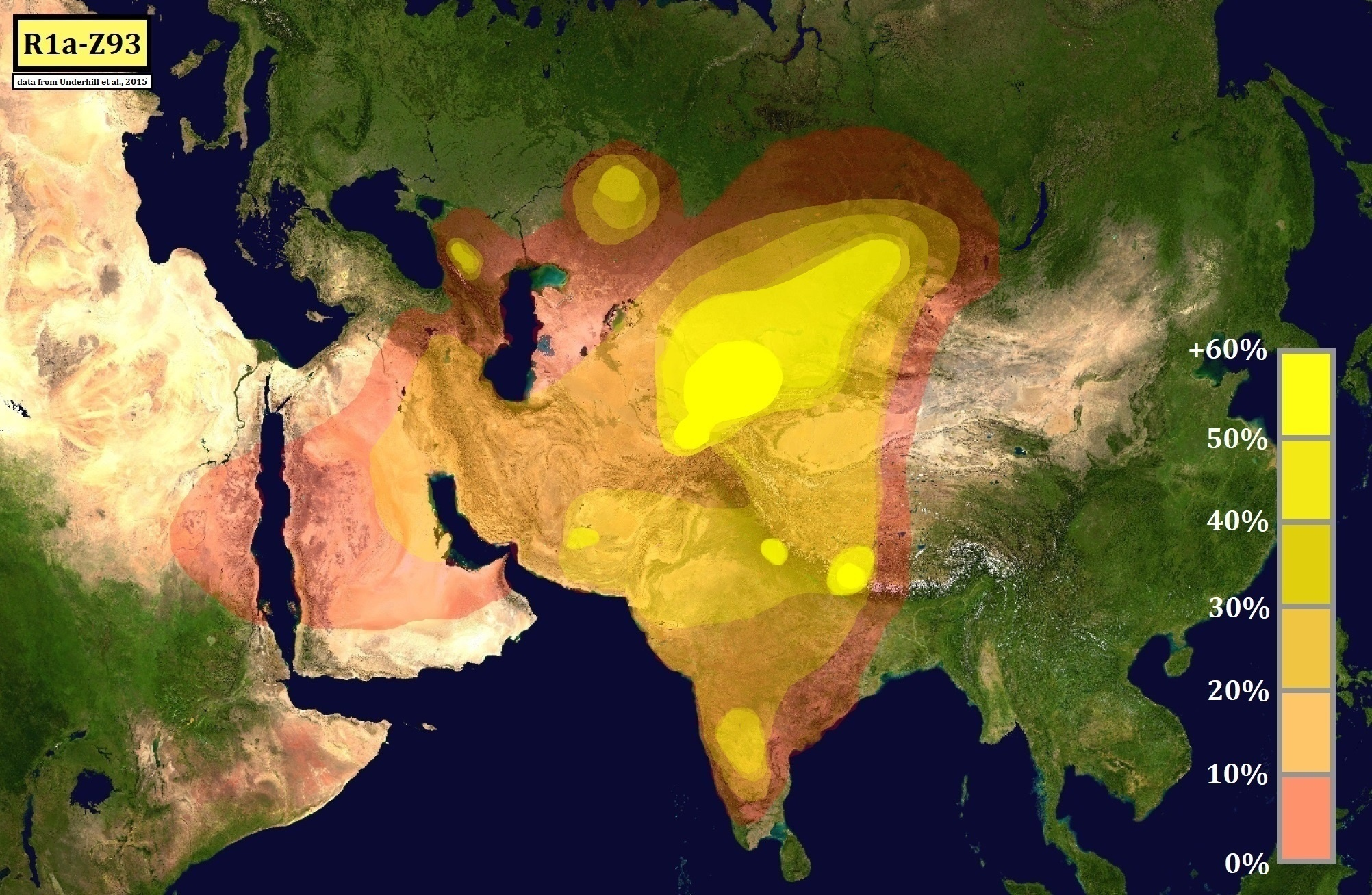
R1a (Z93) en Asia

          - R-Y40: Disperso en el subcontinente indio, Cercano Oriente y poco en Europa (Italia).[15]
          - R-Y2 (Y3, M780): Alta frecuencia en el Asia del Sur: India, Pakistán, Afganistán y los Himalayas.[2]
            - R-F1417: Poco en Rusia europea y Arabia.[15]
            - R-L657 Asia Central y del Sur.
              - R-Y4 (Y8): En el subcontinente indio y Arabia Saudita.
              - R-Y9: Importante en el subcontinente indio y península arábiga.[15]

          - R-Z2124 En Europa Oriental, Asia Central, India y judíos levitas.[16]
            - Z2124*: Hallado en Jakasia (Siberia) en restos de hace 2800 años.
            - R-Z2122: Europa occidental, central y oriental; menos en el Cáucaso y Cercano Oriente.[15]
            - R-Z2125: Típico del Asia Central. Alta frecuencia en Kirguistán y en pashtunes de Afganistán con más de 40% y disperso en el Cáucaso e Irán.[2]
              - R-FT287785: Encontrado en Arabia.
              - R-YP413: Disperso en el Cercano Oriente y Pakistán.[15]
              - R-S23592: En Kirguistán, Kazajistán, Rusia (Tartaristán, Chechenia) y Europa (Alemania y otros).[15]
              - R-Z2123: Muy común en Afganistán y disperso en varias regiones tales como el Asia Central, Cercano Oriente, Subcontinente indio, Europa, China y Rusia (Baskortostán, Cáucaso del Norte).[15]
                - M64.2, M87, M204 Baja frecuencia en Escocia e Irlanda. Raro al sur de Irán
                - M434 En Pakistán y Omán. Su origen podría haber estado en el Oriente Próximo.[5]

### R1a2
El haplogrupo R1a2 (Y19144, YP4141) es propio del Cercano Oriente, Cáucaso del Sur y Gran Bretaña.
- R1a2a (CTS4975.2, YP5018): Encontrado en Armenia, Georgia, Turquía, Irak, Catar y Yemen.[15]
- R1a2b (BY25428, YP4132): Encontrado en Kuwait, India, Gran Bretaña y en restos de Kazajistán de hace 3500 años.
  - R-YP4131: En Inglaterra, Escocia y extendido en la costa este de Estados Unidos.[15]

| Haplogrupos del cromosoma Y humano |                  |   |   |    |    |    |    |    |   |   |     |     |     |     |    |    |    |    |     |     |     |    |    |   |
|                                    | Adán cromosómico |   |   |    |    |    |    |    |   |   |     |     |     |     |    |    |    |    |     |     |     |    |    |   |
|                                    | A                |   |   |    |    |    |    |    |   |   |     |     |     |     |    |    |    |    |     |     |     |    |    |   |
|                                    |                  |   |   | BT |    |    |    |    |   |   |     |     |     |     |    |    |    |    |     |     |     |    |    |   |
|                                    |                  | B | B | B  | CT | CT |    |    |   |   |     |     |     |     |    |    |    |    |     |     |     |    |    |   |
|                                    |                  |   |   | DE | DE | CF | CF | CF |   |   |     |     |     |     |    |    |    |    |     |     |     |    |    |   |
|                                    |                  |   | D | E  |    | C  | C  | F  | F | F |     |     |     |     |    |    |    |    |     |     |     |    |    |   |
|                                    |                  |   |   |    | C1 | C2 |    | G  | H | H | IJK | IJK | IJK | IJK |    |    |    |    |     |     |     |    |    |   |
|                                    |                  |   |   |    |    |    |    |    |   |   | IJ  | K   | K   | K   | K  | K  | K  |    |     |     |     |    |    |   |
|                                    |                  |   |   |    |    |    |    |    |   | I | J   |     |     | LT  | K2 | K2 | K2 | K2 | K2  | K2  |     |    |    |   |
|                                    |                  |   |   |    |    |    |    |    |   |   |     |     | L   | T   |    | MS | MS | MS | MS  | P   | P   | P  | NO |   |
|                                    |                  |   |   |    |    |    |    |    |   |   |     |     |     |     |    | M  | S  |    | Q   | R   | R   |    | N  | O |
|                                    |                  |   |   |    |    |    |    |    |   |   |     |     |     |     |    |    |    |    |     | R1  | R1  | R2 |    |   |
|                                    |                  |   |   |    |    |    |    |    |   |   |     |     |     |     |    |    |    |    | R1a | R1a | R1b |    |    |   |
|                                    |                  |   |   |    |    |    |    |    |   |   |     |     |     |     |    |    |    |    |     |     |     |    |    |   |

## Datos de interés
Artem  Lukichev tomó animación basada en la épica Bashkir Urales, que describe la historia de los grupos de haplogrupo R1: R1a y R1b.